# Justizvollzugsschule Nordrhein-Westfalen
Die Justizvollzugsschule Nordrhein-Westfalen ist die Berufsfachschule im Justizvollzug des Landes Nordrhein-Westfalen. Sie befindet sich im Wuppertaler Stadtteil Ronsdorf und war von 1977 bis Dezember 2014 im alten Josef-Neuberger-Haus in Wuppertal-Barmen untergebracht.

## Lehrbetrieb
In der Justizvollzugsschule beginnen jährlich rund 300 Auszubildende ihre Ausbildung bzw. Beamte auf Widerruf ihren Vorbereitungsdienst. Die Schule ist die größte Ausbildungsstätte ihrer Art im deutschsprachigen Raum. Die hier vermittelte theoretische Ausbildung führt zum mittleren Dienst im Justizvollzug des Landes Nordrhein-Westfalen.

## Geschichte

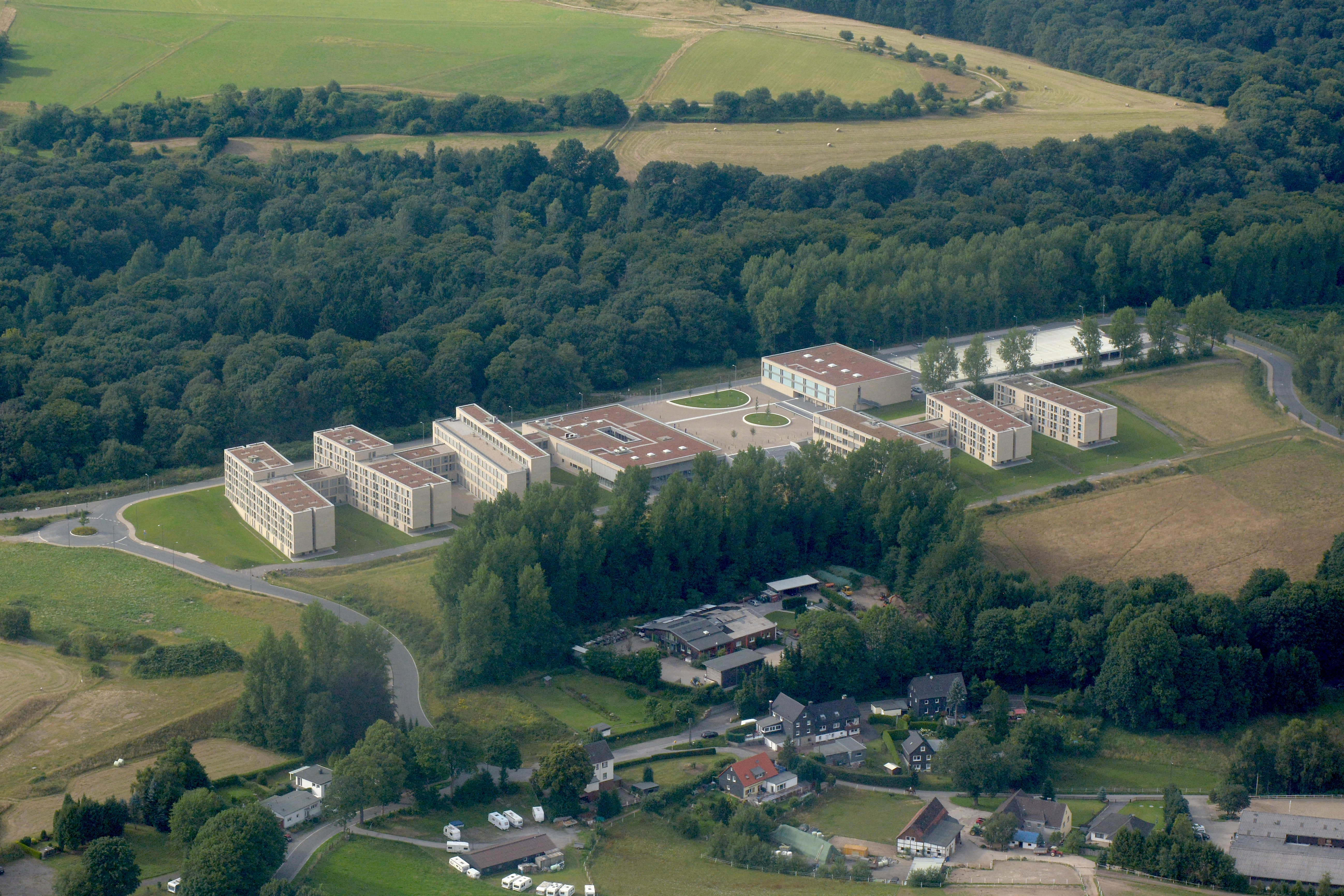
Die Justizvollzugsschule, daneben die Landesfinanzschule

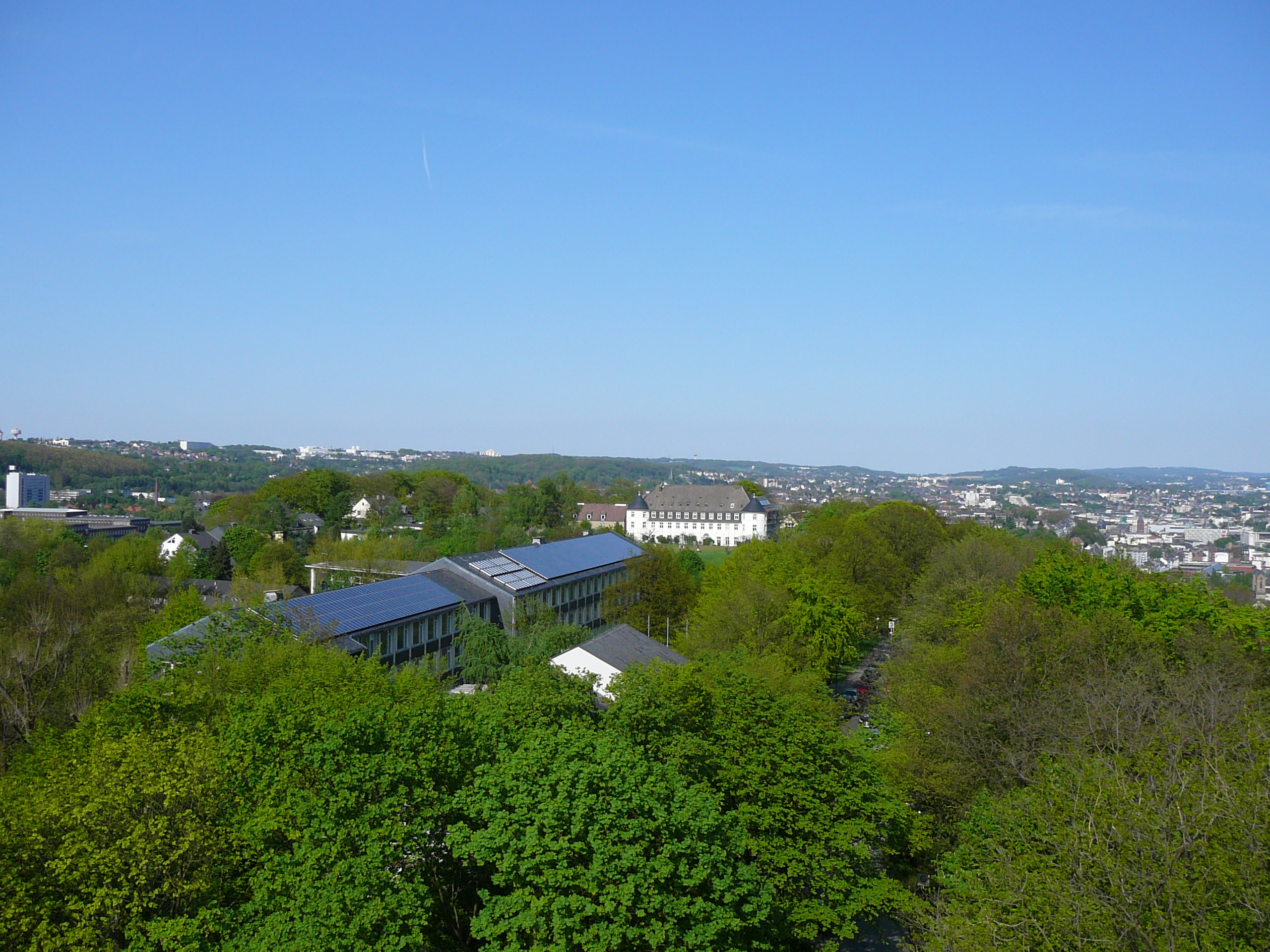
Die alte Justizvollzugsschule NRW vom Bismarckturm aus gesehen, im Hintergrund die Kirchliche Hochschule

Die Einrichtung hatte nach ihrer Gründung zunächst ihren Sitz in eigens hierfür errichteten Gebäuden in Remscheid-Lüttringhausen und war der dortigen Justizvollzugsanstalt Remscheid (damals noch ein Zuchthaus) zugeordnet.
Zum 1. März 1977 konnte die Vollzugsschule die Gebäude der ehemaligen Pädagogischen Hochschule an der Dietrich-Bonhoeffer-Straße auf der Hardt übernehmen, die den neuen Campus der Bergischen Universität Wuppertal auf dem Grifflenberg bezog. Das Gebäude wurde 1983 nach Josef Neuberger, dem ehemaligen Justizminister des Landes, in Josef-Neuberger-Haus benannt. Es befindet sich auf dem Hardtberg zwischen dem Bismarckturm und der Kirchlichen Hochschule im Osten der Erhebung. Der Bau- und Liegenschaftsbetrieb NRW betreibt auf dem Dach des Hauptgebäudes die zurzeit größte Photovoltaikanlage in der Region.
Im Dezember 2014 zog die Justizvollzugsschule in einen Neubau auf dem rund 30 Hektar großen Gelände nördlich der Landesstraße 419 (Parkstraße) im Stadtteil Ronsdorf um. Die neuen Gebäude der Justizvollzugsschule, auf die der Name Josef-Neuberger-Haus übertragen wurde, befinden sich zusammen mit der neuen Landesfinanzschule Nordrhein-Westfalen beim Weiler Erbschlö nahe der 2011 erbauten JVA Wuppertal-Ronsdorf und wurden ab dem Januar 2013 errichtet.